# بل ۳۶۰ اینویکتس
بل ۳۶۰ اینویکتس (انگلیسی: Bell 360 Invictus) طرح یک بالگرد جنگی ساخت شرکت بل هلیکوپتر است که برای هوانیروز ایالات متحده آمریکا ساخته خواهد شد. این بالگرد بر پایهٔ فناوری موجود در بالگرد بل ۵۲۵ رلنتلس اخته شده‌است.

## مشخصات
ویژگی‌های عمومی
- خدمه: two
- پیشرانه: ۱ عدد turboshaft General Electric T901 (main powerplant)
- پیشرانه: ۱ عدد turboshaft Pratt & Whitney PW207D1, ۵۸۶ اسب بخار کوتاه (۴۳۹ کیلووات)  (supplemental power unit)

عملکرد
- سرعت کروز: ۲۱۰ مایل بر ساعت (۳۳۰ کیلومتر بر ساعت، ۱۸۰ گره)